# Castelo de Ballencrieff

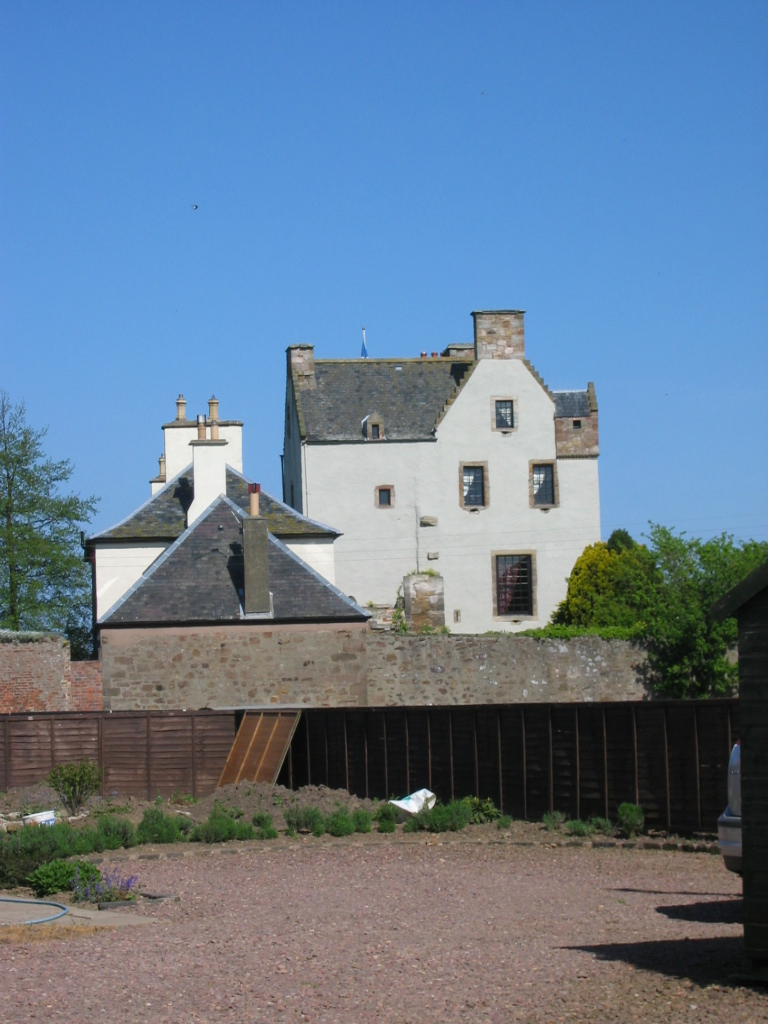
Castelo de Ballencrieff, Escócia.

O Castelo de Ballencrieff (em língua inglesa Ballencrieff Castle) é um castelo localizado em Ballencrieff, East Lothian, Escócia.
O castelo foi protegido na categoria B do listed building, em 19 de setembro de 1989.